# Aspinatimonomma glyphysternum chinense
Aspinatimonomma glyphysternum chinense es una subespecie de coleóptero de la familia Monommatidae.

## Distribución geográfica
Habita en China.